# 吉野物語
『吉野物語』（よしのものがたり）は、1988年10月3日から1989年3月31日の月曜日 - 金曜日、8時30分 - 8時55分の間に放送された、よみうりテレビ制作の朝の連続ドラマである。NTV系では、10時00分 - 10時25分の間に放送された。

## 概要
奈良県吉野で和紙作りに賭けた女の一代記。

## キャスト
- 宮滝よしの：未來貴子
- 宮滝千香子：星由里子
- 宮滝茂造：小坂一也
- 小山明子
- 正彦：峰竜太
- 南条弘二
- 大坂志郎
- 芦屋雁之助
- 初井言榮
- 菊江：野際陽子
- 西部里菜（現・Rina(indigo blue)）
- 伊藤麻衣子（現・いとうまい子）
- 天田俊明
- 牟田悌三
- 美岐：小野さやか（現・鶴田さやか）
- 正子：杉本理恵
- 長門裕之
- 京唄子
- 正司花江
- 太川陽介
- 加茂さくら
- 西川のりお

## スタッフ
- 脚本：梅林貴久生
- 演出：山本和夫
- プロデューサー：今岡大爾
- 音楽：桑原研郎

## 主題歌
- 『風のバラード』（作詞・紫野繁幸、作曲・円広志、唄：円広志）

## 関連書籍
講談社版 北泉優子原作
- 吉野物語 ISBN 978-4062042468

| よみうりテレビ 朝の連続ドラマ | よみうりテレビ 朝の連続ドラマ | よみうりテレビ 朝の連続ドラマ |
| 前番組                        | 番組名                        | 次番組                        |
| ----------------------------- | ----------------------------- | ----------------------------- |
| 花らんまん                    | 吉野物語                      | 花ちりめん                    |

| スタブアイコン | サブスタブ | この項目は、まだ閲覧者の調べものの参照としては役立たない、テレビ番組に関連した書きかけの項目です。この項目を加筆・訂正などしてくださる協力者を求めています（P:テレビ/PJ:放送または配信の番組）。 |